# 三官庙戏台
三官庙戏台，位于山西省运城市盐湖区三路里镇三路里村，是中华人民共和国山西省文物保护单位之一。
2004年6月10日，授予山西省文物保护单位，是一座古建筑。